# Carlos Reyles (Uruguai)
Carlos Reyles (també Mollés) és una localitat de l'Uruguai, ubicada a l'oest del departament de Durazno. Té una població aproximada de 1.089 habitants, segons les dades del cens del 1996.
Es troba a 135 metres sobre el nivell del mar.
| 1963 | 1975 | 1985 | 1996  | 2004    |
| ---- | ---- | ---- | ----- | ------- |
| 926  | 938  | 878  | 1.089 | {{{5}}} |